# Savio (rzeka)
Savio – rzeka w północnych Włoszech przepływająca przez region Emilia-Romania. Jej długość wynosi 96 km, a powierzchnia zlewni to 700 km².